# Agrilus derasofasciatus
Agrilus derasofasciatus är en skalbaggsart som beskrevs av Lacordaire 1835. Agrilus derasofasciatus ingår i släktet Agrilus och familjen praktbaggar. Inga underarter finns listade i Catalogue of Life.

## Bildgalleri

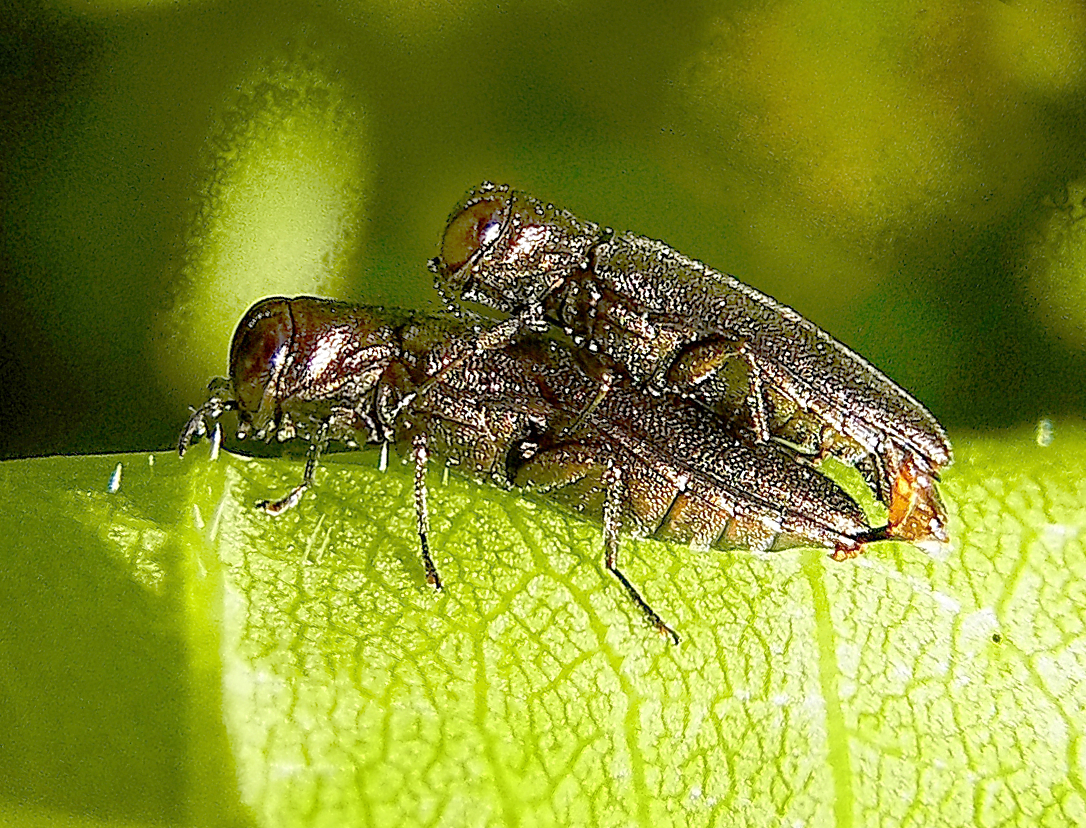